# Archäologisches Museum von Villena

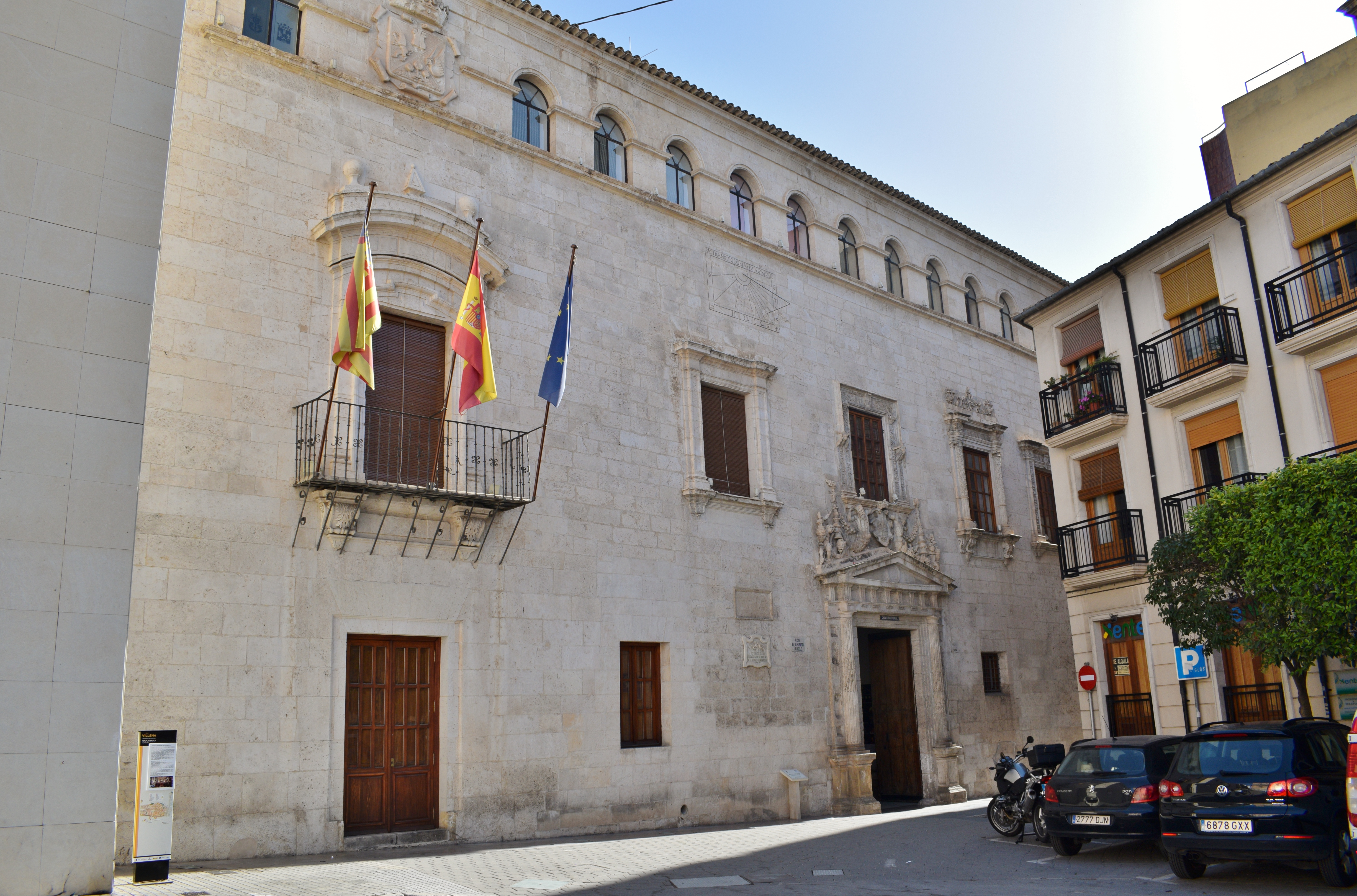
Villena – Rathaus (Casa Consistorial)

Das Archäologische Museum von Villena in der südostspanischen Stadt Villena befindet sich im Erdgeschoss des örtlichen Rathauses (Casa Consistorial).

## Geschichte
Das im Jahr 1957 eingeweihte Museum beherbergt überwiegend die in der ersten Hälfte des 20. Jahrhunderts in der Comarca Alto Vinalopó zusammengetragene archäologische Sammlung von José María Soler García.

## Sammlung
Aus dem Paläolithikum und Neolithikum stammen zahlreiche kleine Steinwerkzeuge. Die wahren Schätze des Museums entstanden jedoch in der Bronzezeit und der Iberischen Zeit.
- Der Tesorillo de Cabezo Redondo besteht aus etwa 30 Goldobjekten wie Ringen, Armreifen etc., die wahrscheinlich einer hochgestellten Frau als Grabbeigaben mitgegeben wurden.
- Deutlich umfangreicher ist der Tesoro de Villena; er besteht in der Hauptsache aus goldenen punzierten Schalen, doch finden sich darunter auch Armreife und bronzene wie goldene Vasen.
- Der Iberischen Kultur zuzurechnen ist die Steinskulptur der Dama de Caudete.
- Besonders fein gearbeitet und im Zentrum mit 16 kleinen Spiralen versehen ist die Arracada de la Condomina, ein Ohrring aus dem 4. Jahrhundert v. Chr.

Aus römischer Zeit stammen Terra-sigillata-Keramiken, Amphoren und Münzen. Aus maurischer Zeit sind Kleinkeramiken mit kobaltblauer Glasur zu erwähnen.

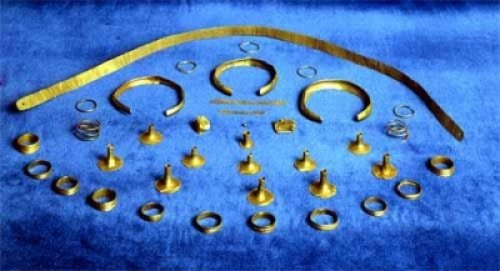
Tesorillo de Cabezo Redondo
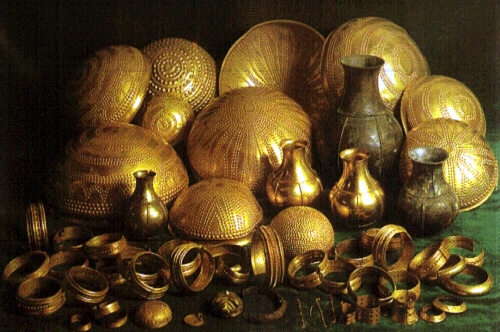
Tesoro de Villena
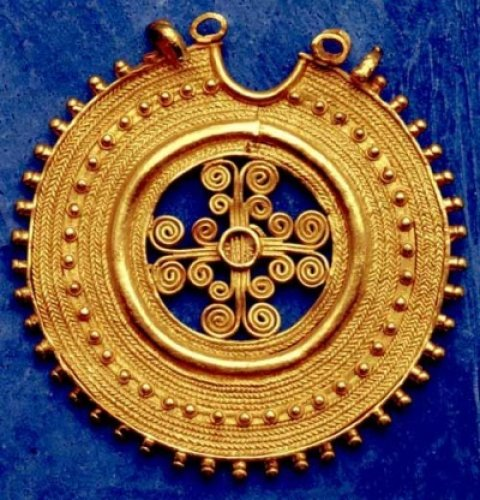
Arracada de la Condomina